# BigCityBeats
BigCityBeats (dt. Großstadtschläge) ist eine deutsche, sogenannte „Nightlife-Marke“, die in vielerlei Bereichen rund um den Bereich der elektronischen Tanzmusik (EDM) aktiv ist. Das Unternehmen begann 2004 als Radiosender und gründete im selben Jahr zusätzlich ein gleichnamiges Plattenlabel. 2006 weiteten sie sich auf Musikfestivals wie den BigCityBeats World Club Dome, Konzerte und weitere Veranstaltungen aus.

## Geschichte

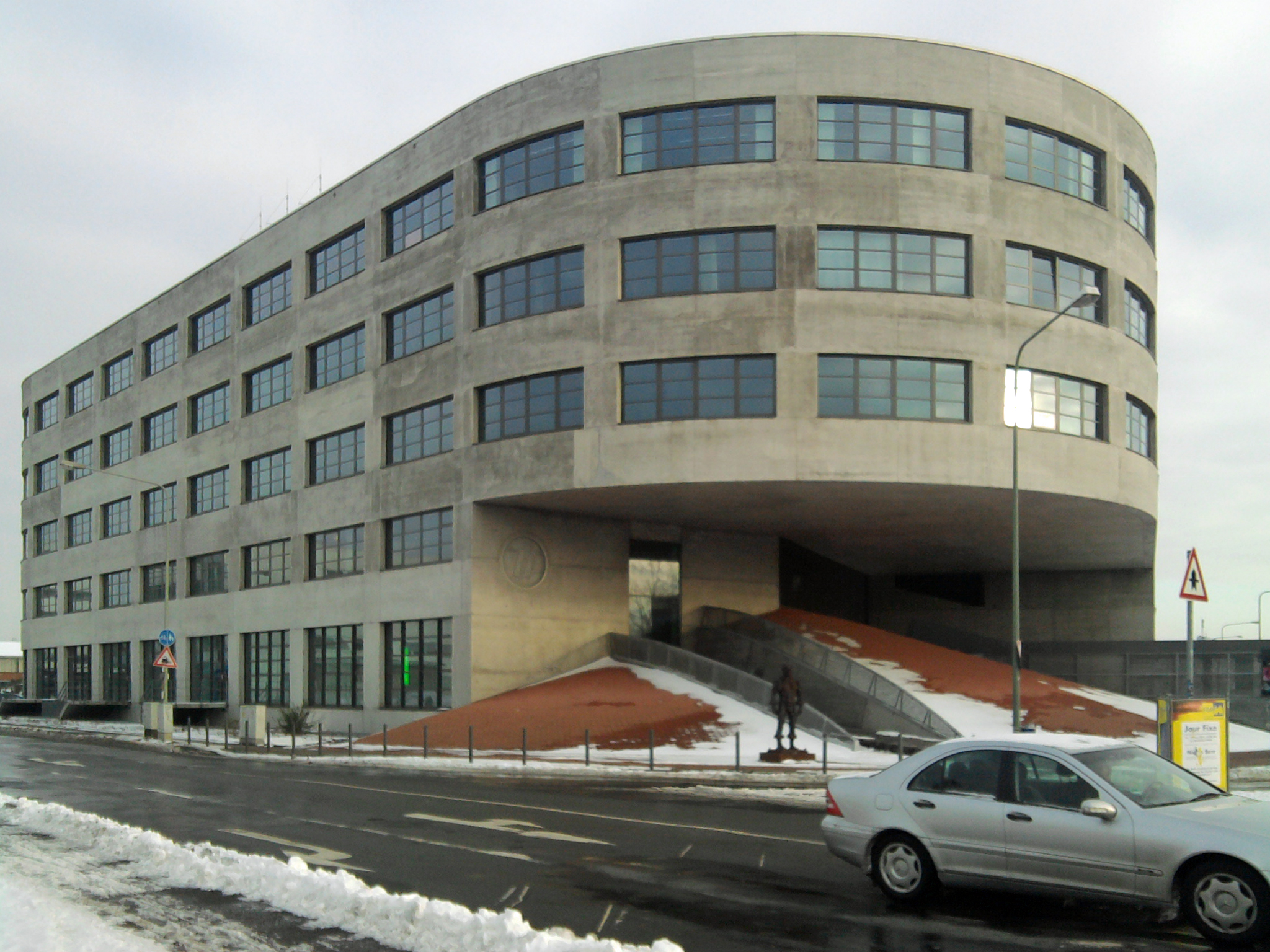
Der Cocoon Club in Frankfurt, der ehemalige Sitz des Unternehmens

### 2004–2008: Anfänge & Ausweitung
Gegründet wurde BigCityBeats von Bernd Breiter am 1. März 2004 als Radiosender. Der Name soll metaphorisch das Gefühl, dass das Wochenende bevorsteht, beschreiben. Breiter beschrieb es mit den Worten Freiheit und Selbstbestimmung. Infolge der erfolgreichen wöchentlichen Sendung auf BigFM, begann das Unternehmen sich auf die eigene Veröffentlichung von Musik auszuweiten. Dies geschah mit „BigCityBeats Recordings“, das durch einen Vertrag mit dem Plattenlabel „Indigo Records“ als Label gegründet wurde. Die erste Veröffentlichung stellt eine Kompilation, die im November 2004 unter dem Titel BigCityBeats Vol. 1 erschien dar. Auf der Titelliste befanden sich Lieder im Bereich des Electro-House von unter anderem Eric Prydz oder Armand Van Helden. Die BigCityBeats-Kompilations-Reihe wird bis heute weitergeführt.
2005 präsentierten BigCityBeats erstmals eine eigene Bühne bei der Street Parade. Im Jahr 2006 trugen sie erstmals das dreitägige Island-White-Beach-Festival in Frankfurt am Main aus. Dieses soll eine Strandparty in Ibiza simulieren. Durch den Erfolg des Festivals begann das Unternehmen sich auf weitere unterschiedliche Veranstaltungen zu konzentrieren. Sowohl bei den Veranstaltungen als auch im Bereich der Presse erhielten sie starken Support vom deutschen DJ Sven Väth. Seit 2007 veröffentlicht das Plattenlabel die Musik auf dem Online-Portal Beatport, wodurch DJ-Promotion erreicht wurde. Die ersten digitalen Single-Releases kamen dem deutschen DJ und Produzenten Jerome Isma-Ae zusammen mit Tom Novy zugute.

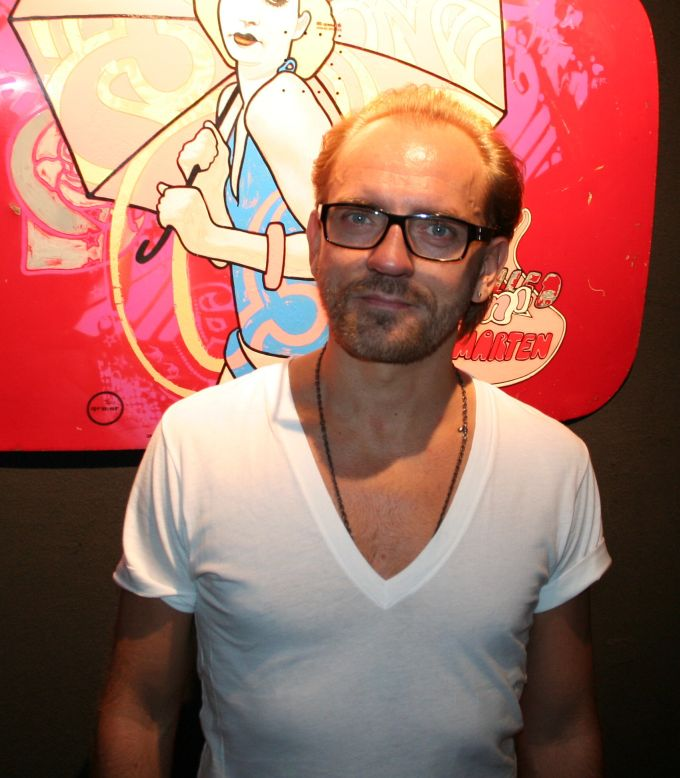
Sven Väth im Cocoon-Club, der lange Support-Act von BigCityBeats war

2008 feierte das Label mit dem Release einer Neuaufnahme des Liedes Infinity des Guru Josh Projekts in Kollaboration mit dem deutschen DJ Klaas einen ersten Welthit und standen in den Top-10 der Charts von knapp 20 Ländern. Parallel zum Erfolg mit Infinity trugen sie das Island-Festival zum dritten Mal aus. Sie starteten eine Club-Tour durch Deutschland und trugen zur selben Zeit unter anderem das Sea-of-Love- und das Club-Music-Festival aus. Zudem erreichten sie mit der zehnten Ausgabe der BigCityBeats-Kompilation Platz eins der US-amerikanischen iTunes-Charts.

### 2009–2012: Ausbau & Deal mit Kontor Records
In das Jahr 2009 starteten BigCityBeats mit dem Ende des Sendens ihrer Radioshow auf Big.FM. In einem Interview mit Beatblogger erklärte Breiter, dass sich das Unternehmen neu erfinden wolle. Den Beginn soll die fünfjährige Geburtstagsparty im Cocoon Club in Frankfurt machen. Mit einem Umbau des Clubs beziehungsweise einer Erweiterung auf fünf Floors und der Installation einer neuen, größeren Lichtanlage. Weitere Änderungen bildeten im Frühjahr 2009 die Partnerschaften mit der RadioGroup und RauteMusik.FM. Durch die Deals gelang mitunter die Ausweitung des Sendegebiets, das sie nach Berlin, Teile von Brandenburg sowie Rheinland-Pfalz und Baden-Württemberg sowie auch auf das Internet.
2010 wurde ein Vertrag mit dem Hamburger Plattenlabel Kontor Records unterzeichnet. Als erstes Resultat erschien eine neue Version des Liedes Infinity, die vom Schweizer DJ und Produzenten DJ Antoine, gemeinsam mit Mad Mark produziert wurde. Jens Thele, Labelchef von Kontor erklärte.

### 2013–2015: Welterfolg mit dem World Club Dome

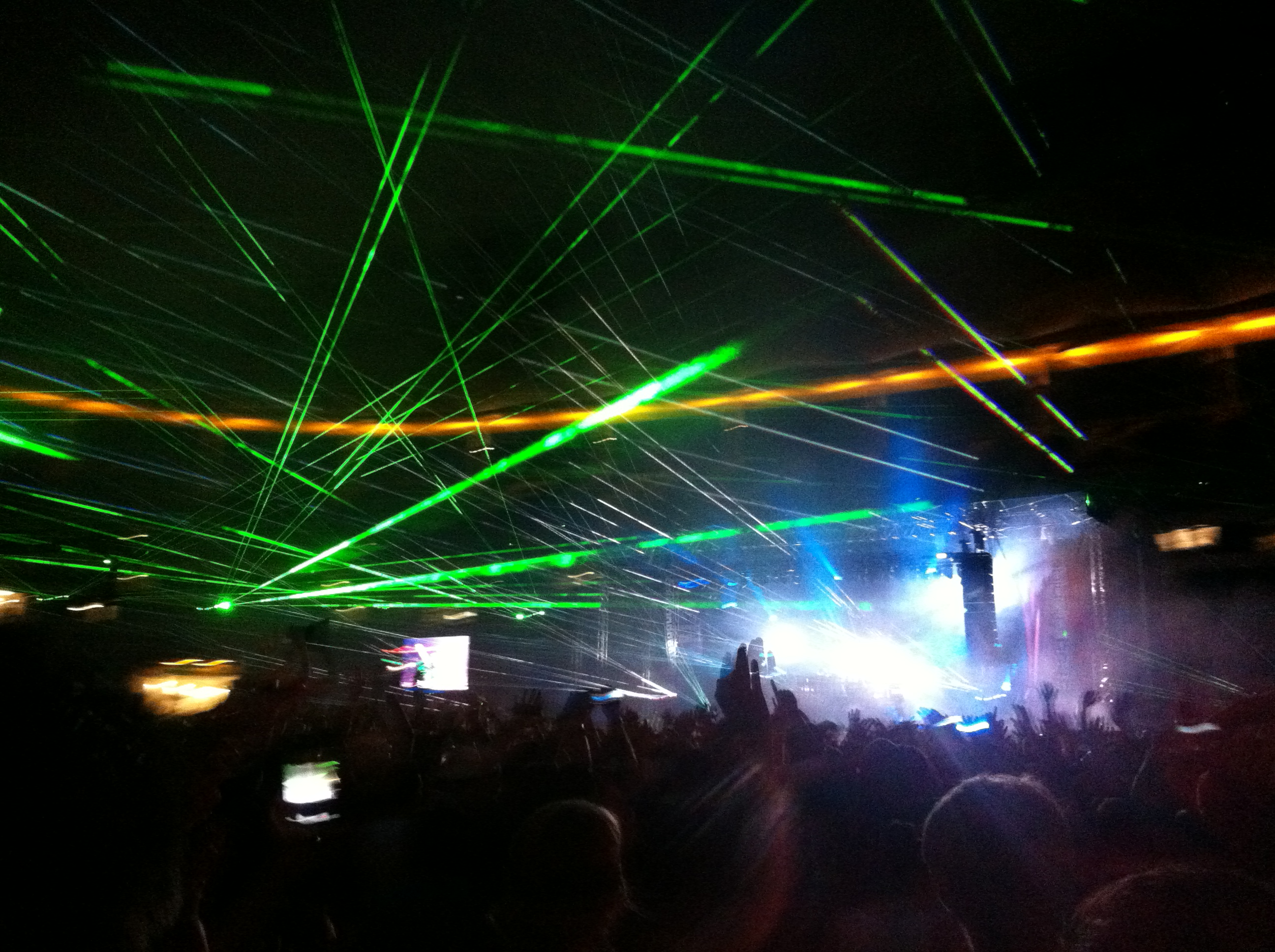
Lichtshow beim World Club Dome 2013

Für den Sommer 2013 konzentrierten sie sich auf die erste Ausgabe des World Club Domes. Dieser soll den neunten Geburtstag des Unternehmens markieren und am 9. Juni 2013 stattfinden. Die erste Vorverkaufsstufe zog einen Serverzusammenbruch mit sich. An dem Wochenende traten mitunter David Guetta, Tiësto und Hardwell in der Frankfurter Commerzbank-Arena auf. Über 25 Tausend Besucher wurden auf den 10 Bühnen gezählt. Bis 2016 verfünffachten sich Besucherzahlen, womit es mit dem Airbeat One und dem Parookaville eines der größten Festivals Deutschland ist.
Für die dritten Ausgabe des World Club Domes im Jahr 2015 entstand eine Partnerschaft mit dem Free-TV-Kanal RTL II, der Teile des Festivals übertrug. Unter anderem waren Live-Auftritte und Interviews mit David Guetta und Hardwell sowie Follow-Me-Arounds mit Le Shuuk und Oliver Pocher zu sehen.
2015 wurde eine erste Winteredition des World Club Domes ausgetragen. Dies geschah in Kooperation mit Hardwell sowie dessen Revealed-Recordings-Kollegen Kill the Buzz. Ausgetragen wurde das Festival in der Gelsenkirchener Veltins-Arena. Mit über 40 Tausend Besuchern knackten sie den Rekord des größten DJ-Sets sowie auch den des ersten Konzerts, mit dem ein ganzes Stadion gefüllt wurde. Die Tickets waren binnen 3 Tagen ausverkauft. Kritik rieselte es jedoch bezüglich der Organisation. Es hieß, dass trotz gültiger Tickets kein Einlass mehr gewährt wurde und die Security Aggressionsprobleme hatte und schlichtweg wohl nichts nach Plan lief, so viele Fans in sozialen Netzwerken.

### 2016: 12-jähriges Jubiläum und weitere Veranstaltungen

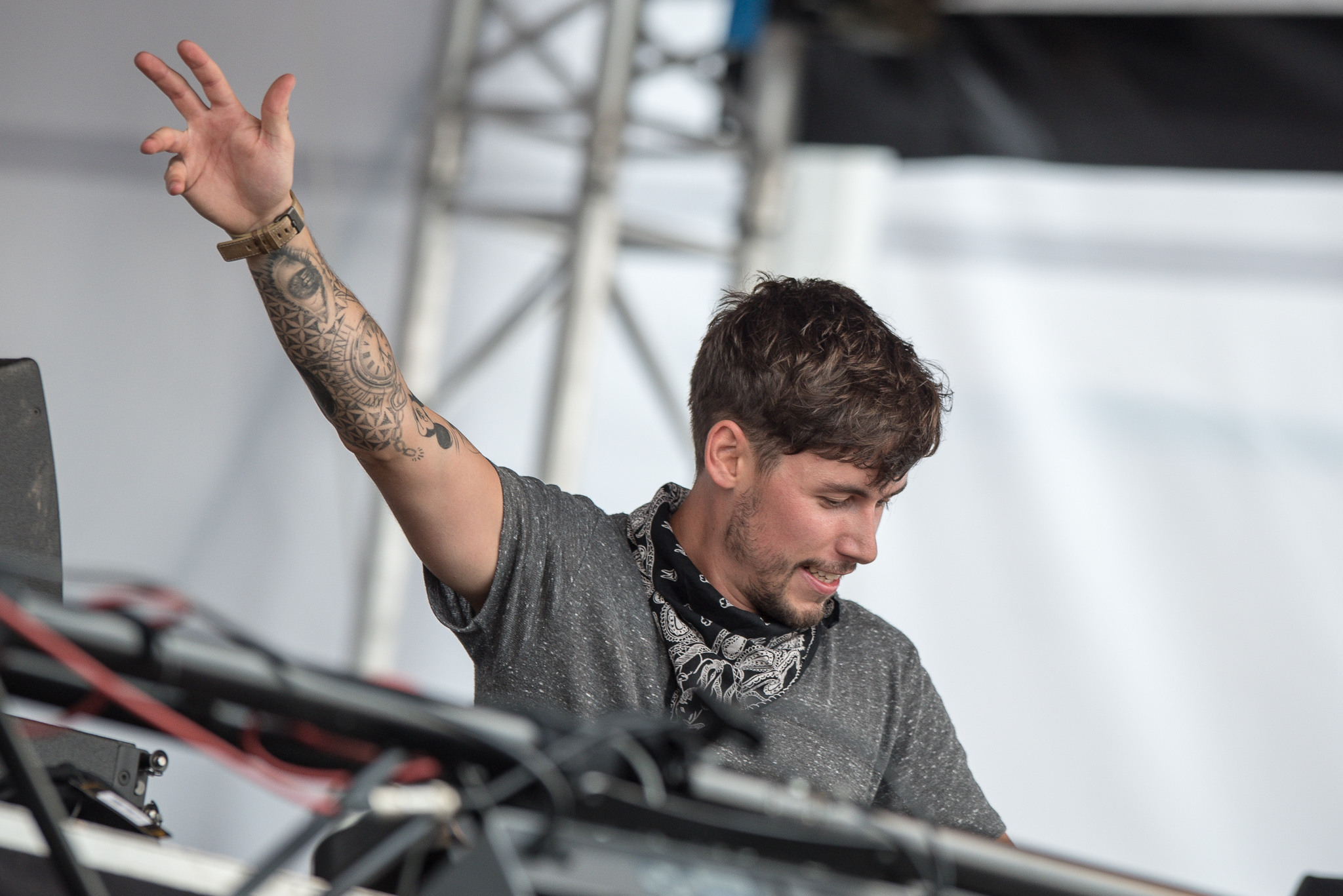
Le Shuuk gilt mittlerweile als eines der Gesichter von BigCityBeats

Im April 2016 feierten sie ihren 12-jährigen Geburtstag nachträglich in der Festhalle in Frankfurt. Sie luden diesbezüglich Axwell Λ Ingrosso sowie unter anderem Le Shuuk als Support-Act ein, die vor knapp 7 Tausend Besuchern auflegten. Es gilt als die bis dato größte Geburtstagsfeier die in Frankfurt stattfand.
Zudem kündigten sie an, das Tomorrowland erstmals offiziell nach Deutschland zu holen. Die Nachricht zog schnell Irritationen mit sich. Grund dafür war eine Fehlinterpretation, denn das Motto „Unite - Mirror to Tomorrowland“ sollte widerspiegeln, dass das Festival in einem Live-Stream übertragen wird. Während BigCityBeats sich um die Auslegung in Deutschland kümmerte, fanden weitere Veranstaltungen dieser Art in unter anderem Mexiko, Japan und Indien statt. Die Besucherzahlen beliefen sich auf über 30 Tausend, womit die Tickets ausverkauft waren. Das Festival wurde somit im Livestream auf einer Leinwand in der Gelsenkirchener Veltins-Arena übertragen. Die gesamte Arena wurde im Stil des Tomorrowland geschmückt und die gesamte Bühne mitsamt Lichtanlagen und Pyrotechnik nachgebaut. Einige DJs, darunter Laidback Luke, Don Diablo und Robin Schulz, wurden vom Tomorrowland mit dem Helicopter eingeflogen um auf Schalke aufzulegen. Le Shuuk, der sich im Laufe der Jahre zu einem Gesicht der BigCityBeats entwickelte, trat ebenfalls auf. Übertragen wurden die Sets von Dimitri Vegas & Like Mike, Nicky Romero und Afrojack. Auch die Tickets für die 2017er Ausgabe waren ausverkauft.
Am 16. Juni 2016 wurde von Reiseveranstalter TUI bekannt gegeben, dass im Zuge des World Club Domes die Mein Schiff 2 vom 25. bis 29. April 2017 ins Mittelmeer stechen wird. So wird sie mit dem Titel „World Club Cruise“ und 7 Bühnen Mallorca, Barcelona und Ibiza ansteuern. Zum Line-up gehörten unter anderem Dimitri Vegas & Like Mike, W&W und Robin Schulz, welcher die Veranstaltung „hosted“.

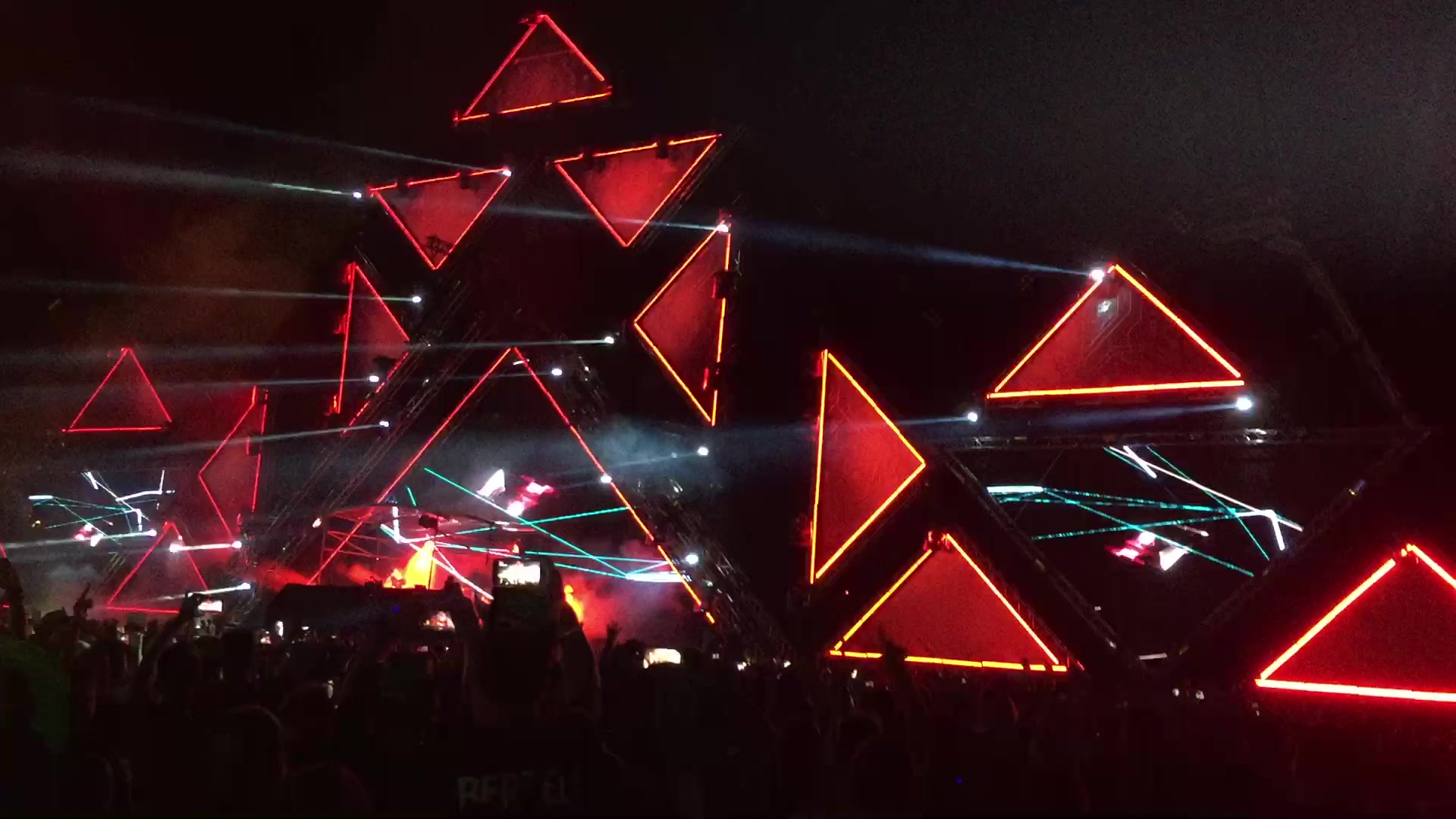
Hardwell live auf der Bühne des letzten Auftritts seiner Tour 2016

Der niederländische DJ und Produzent Hardwell gab bei seinem Auftritt beim World Club Dome 2016 bekannt, dass seine letzte Show im Zuge seiner „I Am Hardwell – United-We-Are-Tour“ am 27. August 2016 in Kooperation mit BigCityBeats auf dem Hockenheimring in Baden-Württemberg stattfinden würde. Es war geplant dort die größte Lichtinstallation Deutschlands vorzunehmen um über dem Hockenheimring ein Dach aus Licht zu erzeugen. Ebenfalls sollte dort sein Rekord, des größten DJ-Konzerts in einer Arena geknackt werden, was geschah. Zudem wurde die Lichtshow und das Design der Mainstage als atemberaubend beschrieben. Als Warm-up-Acts wurden von 17:00 bis 20:30 Uhr Funkerman, Kill the Buzz und Dannic eingesetzt. Hardwell spielte im Gegensatz zu den seinen anderen Shows, 3½, statt 2½ Stunden. Als Gäste holte er Sänger Haris und Hardstyle-DJ Atmozfears auf die Bühne. Trotz Temperaturen von über 35 °C wurde auf kostenloses Wasser auf dem Gelände verzichtet, welches einen der wenigen Kritikpunkte darstellt.
Anfang Oktober 2016 eröffnete BigCityBeats gemeinsam mit seinem asiatischen Partner MPC Partners Co. Ltd. eine Geschäftsstelle in Seoul. Mit dieser Kooperation soll eine europäisch-asiatische Version der unterschiedlichen Sparten der BigCityBeats ins Leben gerufen werden. Nach Unterzeichnung des Vertrages zwischen Bernd Breiter von BigCityBeats CEO, Yangkyu Ahn von „MPC Partners Co., Ltd.“, der Stadt Incheon mit Bürgermeister Jeongbok Yoo und dem Incheon Tourismusverband in Vertretung von Joonkee Hwang wurde mit der Planung für die erste Südkoreanische Ausgabe des BigCityBeats World Club Dome begonnen. Austragungsort soll das Gelände des Incheon Munhak Stadion in Südkorea sein.
Am 12. November 2016 wurde die zweite Ausgabe des World Club Domes in der Winter Edition ausgetragen. Hierbei spielte das belgische Brüder-Duo Dimitri Vegas & Like Mike im Zuge ihre „Bringing the World the Madness“ Tour ein mehrstündiges Liveset. Dabei wurde mit über 45 Tausend Besuchern der Rekord des größten DJ-Konzerts von Hardwell aus dem Vorjahr geknackt. Bereits nach 24 Stunden wurde ein Drittel aller verfügbaren Tickets verkauft. Neben Dimitri Vegas & Like Mike traten ebenfalls Wolfpack, Le Shuuk und MATTN als Support-Acts auf. Die Kritik fiel ähnlich wie bei Hardwell aus, womit zu viele Besucher auf zu wenig Raum, miserable Organisation und technische Probleme angesprochen werden.

### 2017: World Club Cruise

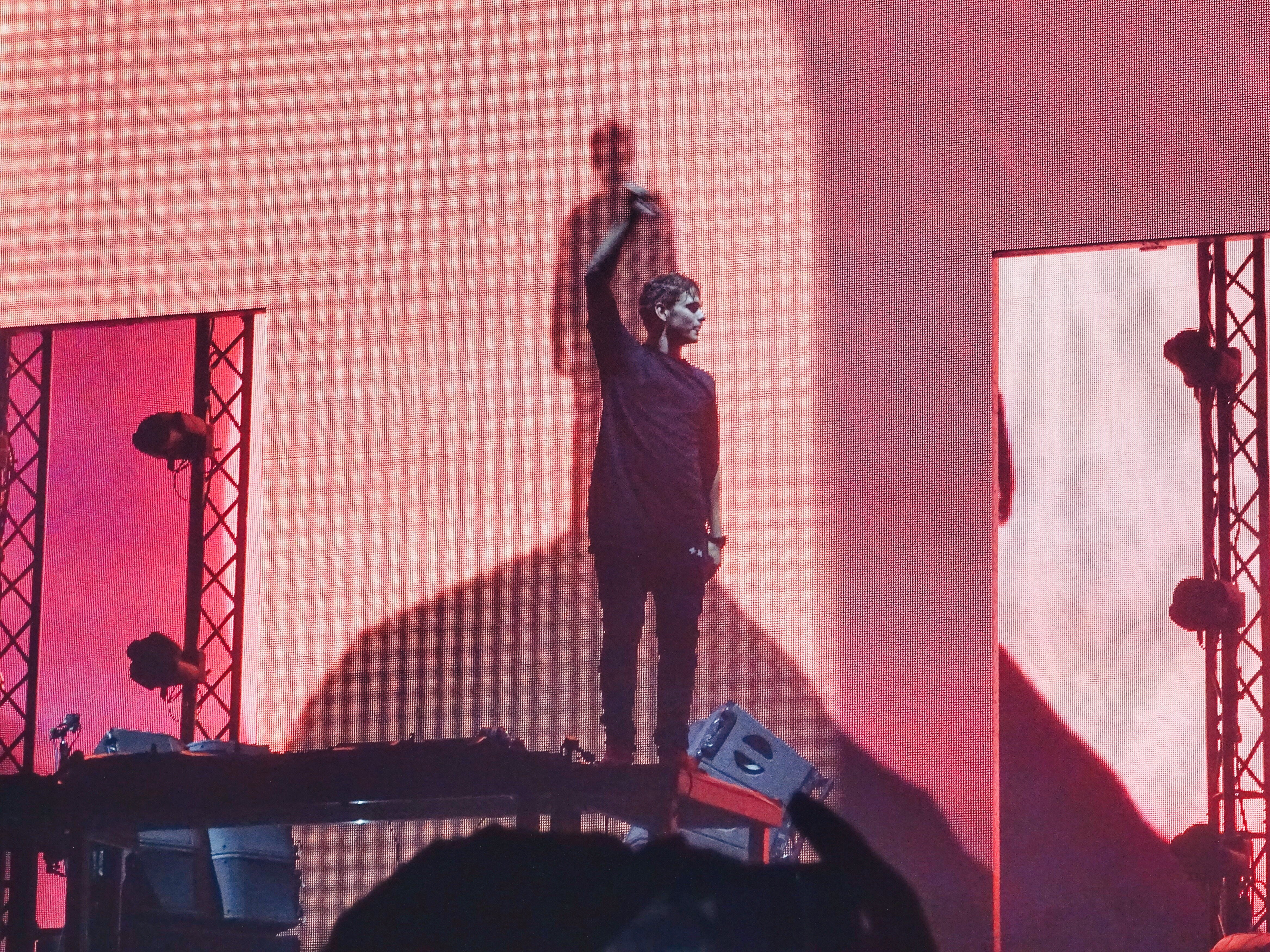
Martin Garrix in Veltins-Arena bei der Winter Edition des BigCityBeats World Club Dome

Am 15. April 2017 konnte BigCityBeats den ersten Markteintritt in Asien verbuchen. Im Club Octagon in Seoul wurde die offizielle Pre-Party als Auftakt für den am 22. bis 24. September 2017 im Incheon-Munhak-Stadion erstmals stattfindenden World Club Dome Korea veranstaltet. Der Headliner des Abends war Le Shuuk.
Ende April 2017 stach die BigCityBeats World Club Cruise mit der deutschen Reederei TUI zum ersten Mal in See. Als Kooperation mit dem deutschen Reiseveranstalter TUI Cruises wurde dazu die Mein Schiff 2 in einen schwimmenden Club umgebaut. Auf 7 Floors feierten knapp 2.000 Besucher. Ebenso fand erstmals der World-Club-Dome-Ableger in Südkorea statt.
Am 11. November 2017 fand die dritte Ausgabe des World Club Domes in der Winter Edition statt. Hierbei spielte wie in den Vorjahren die DJ-Mag-Nummer-Eins des Vorjahres. Diesen Platz nahm entsprechend der Youngster Martin Garrix ein. Als Support-Acts traten neben BigCityBeats-Gesicht Le Shuuk CMC$, Brooks und Justin Mylo sowie Julian Jordan auf. Über 38.000 Besucher zählte das Event.
Zu aktuellen Ideen zählen WCD Pool Sessions, ein Festival im Stadion-Freibad in Frankfurt, ein Boeing 747 Club-Jet, und eigene BigCityBeats Hotels.

## Radioprogramm
Unter der Woche legen unterschiedliche DJs auf zu denen unter anderem Steve Aoki, Dimitri Vegas & Like Mike oder W&W gehören. 

## Veranstaltungen
In der folgenden Tabelle ist eine Auswahl an Festivals, hinter denen die Marke steht zu finden. Am Amsterdam Dance Event beteiligt sich die BigCityBeats als fester Bestandteil der Veranstalter. Festivals wie das Sea of Love oder das The Island – White Beach wurden im Laufe der Zeit abgesetzt.
| Seit | Veranstaltung                              | Besucher |
| ---- | ------------------------------------------ | -------- |
| 2013 | World Club Dome                            | 120.000  |
| 2015 | World Club Dome Winter Edition             | 45.000   |
| 2016 | Unite with Tomorrowland                    | 30.000   |
| 2016 | WCD Pool Sessions                          |          |
| 2017 | World Club Dome Korea                      | 100.000  |
| 2017 | WCD Cruise Edition                         |          |
| 2018 | World Club Dome                            | 160.000  |
| 2018 | Zero Gravity                               |          |
| 2019 | World Club Dome Space Edition              |          |
| 2019 | BigCityBeats The Birthday                  | 4.000    |
| 2020 | World Club Dome Drive In Edition           |          |
| 2020 | BigCityBeats Roof Sessions                 |          |
| 2020 | WCD Elevator Edition                       | 250      |
| 2020 | Night Of Light 2020                        |          |
| 2021 | WCD Pool Sessions                          |          |
| 2022 | WCD Las Vegas Edition & Space Club Kitchen | 180.000  |